# 3050 Carrera
A 3050 Carrera (ideiglenes jelöléssel 1972 NW) a Naprendszer kisbolygóövében található aszteroida. Carlos Torres fedezte fel 1972. július 13-án.